# Ibions
Els ibions o vibions (en grec antic: Ἰβιώνες o Οὐιβιώνες, en llatí ibiones o vibiones) eren un poble eslau de la Sarmàcia europea, que menciona Claudi Ptolemeu. El seu nom derivaria de la paraula iva, nom d'un riu a la vegada derivat d'iwa, que vol dir 'salze blanc'.